# Rico Constantino
Americo Sebastiano Constantino (1 de octubre de 1961) es un luchador profesional estadounidense retirado y mánager de lucha. Es más conocido por su nombre en el ring de Rico Constantino o simplemente Rico en World Wrestling Entertainment (WWE) entre 1997 a 2004. Destaca por haber sido 1 vez Campeón Mundial Pesado de AJPW. Actualmente es un oficial que trabaja en Nevada Taxi Cab Authority.

## Carrera

### All Japan Pro Wrestling (1993-1997)
Rico debutó como luchador en 1993 con la Empire Wrestling Federation y con tan solo 13 luchas fue contratado por la All Japan Pro Wrestling, en donde fue por primera vez campeón en parejas All Asia de AJPW junto con Bull Buchannan en donde reinaron casi por un año, hasta que el 14 de marzo de 1995 perdieron los campeonatos, pero después Rico el 20 de octubre de 1996 se convirtió en Campeón Mundial Pesado de AJPW con el cual tuvo un reinado de un año y 4 meses, Rico perdió el título ante Miko Hatsumoto el 4 de febrero de 1997, Rico fue despedido de la empresa el 26 de mayo de 1997.

### World Wrestling Federation / Entertainment (1997-2004)
Constantino regresó a la Empire Wrestling Federation donde 4 semanas después, Constantino sería descubierto por los funcionarios de World Wrestling Federation (WWF), Terry Taylor y el Dr. Tom Prichard. Después de solo 12 combates, Constantino firmó un acuerdo de desarrollo con WWF. Constantino fue enviado a Ohio Valley Wrestling para la formación continua, antes de ser enviado a trabajar para WWF.
Debutó en WWF el 21 de marzo de 2002 en SmackDown! como el estilista de Billy & Chuck (los gimmicks heel de Billy Gunn y Chuck Palumbo), estableciéndose como un villano. Rico interpretó a un estilista homosexual como su gimmick. El 9 de mayo en SmackDown!, Rico luchó su primer combate en WWF, donde hizo equipo con Billy & Chuck para derrotar a Al Snow, Maven y Rikishi. En Judgment Day, Rico se vio obligado a hacer equipo con Rikishi para derrotar a sus clientes, Billy & Chuck por el Campeonato Mundial en Parejas. Pero los perdieron el 6 de junio en SmackDown! cuando Rico se volvió en contra de Rikishi para favorecer a Billy & Chuck.
Rico pronto regresó a SmackDown! y se convirtió en un favorito debido a la reacción de los fanes por su gimmick, haciendo equipo con Charlie Haas que inicialmente reaccionó ante él de mala gana, y con el que capturó los Campeonatos en Parejas de WWE frente a Too Cool (Rikishi & Scotty 2 Hotty), siendo Rico el compañero anónimo de Hass. También tuvieron a Miss Jackie como su valet acompañante. El 15 de junio perdieron los títulos contra The Dudleys. En No Mercy, junto a Charlie Haas & Miss Jackie derrotaron a Dawn Marie & The Dudley Boyz (Bubba Ray Dudley & D-Von Dudley), y el 7 de noviembre de 2004 Rico fue puesto en libertad inesperadamente por WWE.

## En lucha
- Movimientos finales
  - High Hard One / Ricosault (Moonsault)[2][1]
  - Rico Kick (Spinning roundhouse kick)[2][1]
  - Sideburn Stunner (Kneeling hangman's neckbreaker)[2][1]

- Movimientos de firma
  - Arm wrench followed by a hook kick[2][1]
  - Leaping double knee backbreaker[2][1]
  - Leg sweep
  - Second rope springboard enzuigiri to a cornered opponent[2]
  - Snap suplex
  - Superkick

- Mánagers
  - Miss Jackie
  - Jason Royers

- Luchadores dirigidos
  - The Prototype
  - Billy & Chuck
  - 3-Minute Warning

## Campeonatos y logros
- All Japan Pro Wrestling
  - AJPW All Asia Tag Team Championship (1 vez) - con Bull Buchanan[2]
  - AJPW Triple Crown Heavyweight Championship (1 vez)
- Empire Wrestling Federation
  - EWF Heavyweight Championship (1 vez)[2]

- Heartland Wrestling Association
  - HWA Heavyweight Championship (1 vez)[2]

- Memphis Power Pro Wrestling
  - MPPW Heavyweight Championship (1 vez)[2]

- Ohio Valley Wrestling
  - OVW Heavyweight Championship (3 veces)[2]
  - OVW Southern Tag Team Championship (1 vez) - con The Prototype[2]

- World Wrestling Entertainment
  - WWE Tag Team Championship (1 vez) - con Charlie Haas[11]
  - WWE World Tag Team Championship (1 vez) - con Rikishi[7]

- Wrestling Observer Newsletter awards
  - Worst Gimmick (2003)

- Otros logros
  - American Gladiators Champion (1990–1991)[2]